# The Ar
The Ar ist ein Lied der Gothic-Metal-Band Tiamat. Es erschien 1994 in der Hochphase des Genres Gothic Metal und avancierte zu einem Clubhit.

## Hintergrund und Veröffentlichungen
Nach der Veröffentlichung der beiden Alben Clouds und The Sleeping Beauty (Live in Israel) erwog Johan Edlund, Tiamat aufzulösen, weil er sich künstlerisch weiterentwickeln wollte. So entließ er alle Band-Mitglieder bis auf den Bassisten Johnny Hagel, mit dem er gemeinsam an neuer Musik arbeitete. Die Kompositionen waren zunächst psychedelischer und reduzierter als die bisherige Musik von Tiamat, die Produktion orientierte sich allerdings auf Drängen des Produzenten Waldemar Sorychta stärker am Metal. Das Lied wurde im Juli 1994 im Woodhouse Studio in Dortmund zusammen mit den weiteren Stücken des kommenden vierten Studioalbums aufgenommen. Als Gastsängerin ist Birgit Zacher zu hören. Die Studioaufnahmen wurden von Gitarrist Magnus Sahlgren und Schlagzeuger Lars Sköld begleitet, die später feste Mitglieder von Tiamat wurden. The Ar wurde als drittes Stück des Albums Wildhoney am 1. September 1994 veröffentlicht.

## Musik und Text
The Ar ist ein dynamisches Gothic-Metal-Stück mit einprägsamer Melodieführung. Die Komposition ist in C-Dur im 4/4-Takt mit einem Tempo von 128 BpM. Das Stück gilt als emotional, energiegeladen und tanzbar. Markant ist das zentrale Gitarrenriff und der „engelsgleiche“ Gesang von Birgit Zacher im Refrain.
Der an Satanismus und Okkultismus interessierte Edlund beschreibt in dem Stück das Pentagramm als Symbol einer inneren Macht des Menschen und verwendet den Ausdruck „Aryan Race“ (arische Rasse). Nach seinen Angaben stand dies im Sinn eines alle Menschen einenden Urmenschentums, führte aber zu Kontroversen. Edlund begründete die Verwendung des Begriffes damit, „dass der Umgang mit derartigen Ausdrücken in Skandinavien lockerer gehandhabt wird als im restlichen Europa“. Rückblickend lassen sich jedoch keinerlei rechte Tendenzen in Edlunds Texten ausmachen.

## Bedeutung
Neben Whatever that Hurts und Gaia wurde das Stück zu einem der meist gespielten Lieder des Albums und Klassiker der Band. Im musikalischen Aufbau des Albums geht Whatever that Hurts nahtlos in The Ar über. Beide Stücke werden als die einzigen Metal-Songs des Albums angesehen und leiten den von psychedelischen und akustischen Elementen dominierten Teil von Wildhoney ein. Dadurch sollte dem Publikum der Zugang zu diesem Teil des Albums erleichtert werden. Das Stück gilt als eines der besten des Albums und wird in Rezensionen als „Kracher“ und „Mystikhammer“ bezeichnet.